# Произшествие
Инцидент пренасочва насам.  За филма на Джоузеф Лоузи вижте Инцидент (филм).
Произшествие (също инцидент или нещастен случай) е събитие с неблагоприятни последици. Произшествията могат да бъдат с различна тежест – от ежедневни неприятности през аварии и природни бедствия до катастрофи с човешки жертви и мащабни катаклизми.